# Reakcja Petersona
Reakcja Petersona (zwana także olefinacją Petersona i eliminacją Petersona) - reakcja chemiczna między karboanionem z grupą sililową w pozycji α a ketonami lub aldehydami w wyniku której tworzy się w pierwszym etapie β-hydroksysilan, który następnie ulega spontanicznej eliminacji z utworzeniem alkenu.

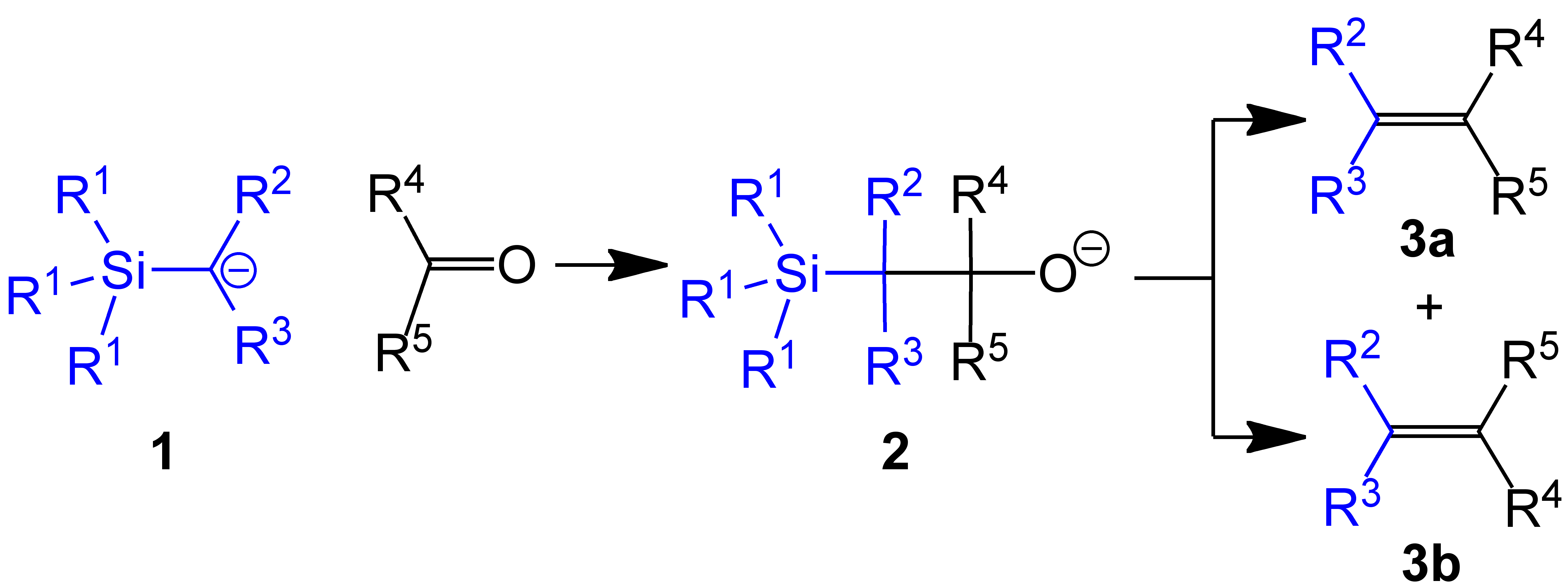
Schemat reakcji Petersena: 1: karboanion, 2: β-hydroksysilan, 3: cis i trans-alkeny

Reakcja ta jest powszechnie stosowana do selektywnej syntezy alkenów. Atrakcyjną cechą tej reakcji jest fakt, że w odpowiednich warunkach można w jej wyniku z tych samych substratów otrzymać selektywnie oba izomery geometryczne tego samego alkenu. O tym czy powstanie izomer cis lub trans decyduje pH środowiska w drugim etapie reakcji, kiedy następuje eliminacja β-hydroksysilanu. W literaturze dostępnych jest kilka przeglądów zastosowań i analiz mechanizmu tej reakcji.

## Mechanizm
Mechanizm reakcji zależy od pH środowiska w którym się ją prowadzi oraz w pewnym stopniu od podstawników zarówno przy grupie sililowej jak i przy związku karbonylowym.

### Eliminacja zasadowa
Działanie zasadą na  β-hydroksysilan  (1) powoduje skoordynowaną eliminację w pozycji syn (2 lub 3) co prowadzi do powstania oczekiwanego alkenu. Istnieje hipoteza, że reakcja ta przebiega poprzez produkty z pięciowiązalnym atomem krzemu, brak jest jednak na to bezpośrednich dowodów.
W reakcji tej najbardziej efektywnym katalizatorem jest wodorek potasu, który działa już w temperaturze pokojowej. Katalizatory sodowe wymagają ogrzewania mieszaniny reakcyjnej, a magnezowe działają dopiero w skrajnych warunkach.

### Eliminacja kwasowa
Działanie kwasem na  β-hydroksysilan  (1) prowadzi do jego protonowania i eliminacji w pozycji anti, na skutek czego powstaje alken będący przeciwnym izomerem geometrycznym do tego jaki by można było otrzymać w warunkach zasadowych:

### Wpływ podstawników alkilowych
Kiedy wyjściowy karboanion α-sililowy zawiera tylko grupy alkilowe, atomy wodoru lub podstawniki elektrofilowe kontrola stereochemiczna reakcji Petersona jest łatwa do zrealizowania gdyż eliminacja w niskiej temperaturze jest na tyle powolna, że można bez trudu wyizolować β-hydroksysilan. Po wyizolowaniu tego produktu pośredniego można następnie odpowiednio poddać go reakcji z kwasem lub zasadą aby uzyskać pożądany izomer geometryczny alkenu.

### Wpływ podstawników nukleofilowych
Gdy wyjściowy karboanion  α-sililowy zawiera podstawniki nukleofilowe reakcja przebiega zbyt szybko aby dało się wyodrębnić produkt pośredni - odpowiedni β-hydroksysilan. Obecność karboanionu powoduje, że środowisko reakcji jest słabo zasadowe, zatem w tym przypadku możliwe jest otrzymanie tylko jednego z dwóch produktów eliminacji lub ich mieszaniny.

## Odmiany reakcji
Eliminacja kwasowa nie zawsze daje oczekiwane produkty, gdyż obecność kwasów prowadzi czasami do ubocznej reakcji izomeryzacji. Z drugiej strony stosowanie silnie redukujących wodorków sodu lub potasu może prowadzić do ubocznych reakcji z niektórymi podstawnikami. Stąd poszukuje się metod prowadzenia tej reakcji w łagodniejszych warunkach.
Zespół Chana odkrył, że acylowanie β-hydroksysilanu przy pomocy chlorku acetylu lub chlorku tionylu prowadzi do otrzymania β-sililowego estru, który następnie ulega spontanicznej eliminacji w 25 °C prowadząc do oczekiwanego alkenu bez użycia kwasów i zasad.
Corey i współpracownicy opracowali metodę, nazywaną czasem olefinacją Coreya-Petersona, w której stosuje się sililowaną iminę aby otrzymać α,β-nienasycony aldehyd z wyjściowego związku karbonylowego w jednym etapie. Ten wariant olefinacji jest stosowany w praktyce przy syntezie totalnej taksolu.